# Saint-Médard-de-Presque
Saint-Médard-de-Presque är en kommun i departementet Lot i regionen Occitanien i södra Frankrike. Kommunen ligger i kantonen Saint-Céré som tillhör arrondissementet Figeac. År 2022 hade Saint-Médard-de-Presque 201 invånare.

## Befolkningsutveckling
Antalet invånare i kommunen Saint-Médard-de-Presque
| Referens: INSEE |